# Deutsche Physiologische Gesellschaft
Die Deutsche Physiologische Gesellschaft (DPG) ist eine wissenschaftliche Fachgesellschaft auf dem Gebiet der Physiologie. Der Gründungsbeschluss erfolgte anlässlich der 75. Tagung der Gesellschaft Deutscher Naturforscher und Ärzte 1903 in Kassel. Sie wurde 1904 unter dem Gründungsvorsitzenden Karl Hürthle in Breslau etabliert. Der aktuelle Präsident ist Stefan Gründer, Aachen.

## Ziele
Die DPG fördert die Forschung und Lehre auf dem gesamten Gebiet der Physiologie. Die Ziele sind:
- die Physiologie in Forschung und Unterricht zu fördern,
- die Heranbildung eines geeigneten Nachwuchses zu unterstützen und
- die Beziehungen zu den Physiologen anderer Länder zu fördern.

## Zusammensetzung
Die DPG ist interdisziplinär angelegt und ihre rund 800 Mitglieder setzen sich im Wesentlichen aus Humanmedizinern, Biologen, Chemikern und Physikern zusammen. Ordentliches Mitglied der Gesellschaft kann jeder werden, der auf dem Gebiet der Physiologie oder verwandter Fächer wissenschaftlich gearbeitet hat und Veröffentlichungen auf diesem Gebiet aufzuweisen hat.

## Tagungen und Aktivitäten
Die DPG richtet ihre jährliche Frühjahrstagung im März an den jeweiligen Standorten der ersten Tagungsvorsitzenden mit Hauptvorträgen, Symposien, freien Vorträgen und Postersitzungen aus.
Innerhalb der DPG haben sich Mitglieder in Arbeitsgruppen (derzeit sechs) zu verschiedenen Spezialgebieten mit eigenen Symposien zusammengetan.
Seit 2011 haben sich zudem die „Jungen Physiologen“ gegründet. Sie vertreten Nachwuchswissenschaftler des Faches, sowie auch interessierte Studierende.

## Wissenschaftliche Preise
Die DPG verleiht den DuBois-Reymond-Preis (jährlich) sowie den Adolf-Fick-Preis (alle fünf Jahre).

## Fachphysiologin / Fachphysiologe
Die DPG verleiht an entsprechend qualifizierte Wissenschaftler auf Antrag die Bezeichnung Fachphysiologin/Fachphysiologe der DPG.
Die Weiterbildungsrichtlinien zum Fachphysiologen der DPG liefern einen Rahmen für die Ausbildung des wissenschaftlichen Nachwuchses im Fach Physiologie in Forschung und Lehre. Der Erwerb der Bezeichnung Fachphysiologe der DPG dokumentiert die Fähigkeit zur selbständigen wissenschaftlichen Tätigkeit und Ausbildung im Fach Physiologie.

## Bedeutende Mitglieder
Bedeutende Mitglieder der DPG sind bzw. waren unter anderem Erwin Neher und Bert Sakmann (Nobelpreis für Physiologie oder Medizin 1991), Otto Warburg (Nobelpreis für Physiologie oder Medizin 1931), Albrecht Kossel (Nobelpreis für Physiologie oder Medizin 1910).